# Животни стил
Животни стил социолошки је концепт који се односи на то како су оријентисани интереси, мишљења и понашања појединца, групе или културе. Иако порекло животног стила датира још из времена Аристотела, сматра се да га је увео аустроугарски психолог Алфред Адлер 1910- их, за „основни карактер особе утврђен у раном детињству“ или у ширем смислу за „начин или стил живљења”, а дефинисао га као „систем правила понашања које су развили појединци да би постигли своје циљеве у живот“.  Касније, концепт је попримио шири смисао „начина или стила живљења“.

## Опште информације
Животни стил је комбинација опипљивих детерминанти ─ посебно везаних за демографске варијабле, на пример појединца – и нематеријалних, психолошких аспеката појединца као што су личне вредности, преференције и тачке гледишта. Рурална средина има другачији стил живота у поређењу са метрополом.Локација се разликује чак и унутар урбане средине, па тако природа насеља у коме човек живи утиче на скуп животних стилова које има, због различитог степена прилива и близине природног и културног окружења. На пример, у областима близу мора може бити присутна култура или начин живота који се односи на сурфовање.
Стил живота се не односи толико на смисао одређеног погледа на свет нити обухвата тоталитет идеологије субјекта ─ иако је то понекад значење које се даје изразу (када се протеже на укупност култура и уметност),  већ је то повезано са њиховим идентитетом, идиосинкразијом и карактером — националним, регионалним, генерацијским, класним, субкултуралним, итд.— и њиховим понашањем, окружењем и навикама, као што су посао, слободно време, секс, храна, одећа, између осталог.  Имати специфичан начин живота подразумева свестан или несвесан избор између система понашања и других облика живота.

## Здрав животни стил
У превенцији и лечењу такозваних цивилизацијских болести, стил живота или његова промена у здрави начин живота  показао се као можда и најважнија мера. Она укључује:
- унос масти и шећера прилагођен стварној људској исхрани, уз исхрана богату влакнима. Здрава исхрана углавном укључује: хлеб од целог зрна, овсене пахуљице, свеже воће и сирово поврће, које би требало да чине велики део укупног уноса хране, док месо, месне прерађевине, путер, маргарин и пуномасни сир треба конзумирати умерено.
- кретање и вежбање на свежем ваздуху најмање 1 сат дневно
- забрану пушење
- редукцију вишка килограма, које би требало поступно смањити трајном променом у начину исхране исхране и кроз физичу активност,
- избегавање трајног стреса, као што су дуга путовања аутомобилом, или интерперсоналне сукобе,
- конзумирање алкохола треба ограничити на 10 г чистог алкохола дневно

Са становишта епидемиолога, нема сумње да здрави стил живота утичу на просечан животни век или учесталост болести, на пример, пушење или прекомерна телесна тежина.